# Pseudocyphellaria poculifera
Pseudocyphellaria poculifera är en lavart som först beskrevs av Johannes Müller Argoviensis, och fick sitt nu gällande namn av D. J. Galloway & P. James. Pseudocyphellaria poculifera ingår i släktet Pseudocyphellaria och familjen Lobariaceae.   Inga underarter finns listade i Catalogue of Life.